# Епархия Тройны
Епархия Тройны (лат. Dioecesis Troyniensis) — упразднённая епархия, в настоящее время титулярная епархия Римско-Католической церкви.

## История
После того как Сицилия была освобождена от арабов в XI веке граф Сицилии Рожер I избрал город Тройна для своей резиденции. В 1082 году в Тройна стала центром одноимённой католической епархии. Первым епископом епархии стал Роберт, который был двоюродным братом Рожера I. Ранее Роберт построил между 1065 и 1078 годом построил в Тройне церковь Пресвятой Девы Марии, которая стала кафедральным собором епархии Тройны.
В соборе Пресвятой Девы Марии служил мессу Римский папа Урбан II, который прибыл в Тройну, чтобы просить помощи у норманнов. Урбан II предоставил сицилийским королям «Apostolica legazia» (апостольские полномочия) с правом назначать епископов на Сицилии.
C падением власти норманнов на Сицилии кафедра епископа епархии Тройны была перемещена в город Мессина. В XIII веке епархия Тройны была упразднена.
С 1969 года епархия Тройны является титулярной епархией.

## Титулярные епископы
- епископ Stefano Ferrando S.D.B. (26.01.1969 — 21.06.1978);
- епископ Bonifatius Haushiku I.C.P. (15.11.1978 — 14.03.1994) — назначен архиепископом Виндхука;
- епископ Хосе Октавио руис Аренас (8.03.1996 — 16.07.2002) — назначен архиепископом Вильявисенсьо;
- епископ Raúl Martín (1.03.2006 — по настоящее время).

## Источник
- Annuario Pontificio, Libreria Editrice Vaticana, Città del Vaticano, 2003, стр. 922, ISBN 88-209-7422-3